# Fernando de Ceballos
Fernando de Ceballos y Mier (Espera, 9 de septiembre de 1732-Santiponce, 1 de marzo de 1802) fue un escritor, jurisconsulto, sacerdote católico y monje español de la Orden de San Jerónimo. Seguidor de las ideas del jesuita Claude-Adrien Nonnotte y de los moralistas del siglo XVIII,  por su pensamiento político y religioso Ceballos es uno de los principales autores e inspirador del movimiento de reacción antiilustrada y casticista en España.

## Biografía
Estudió artes, teología, derecho civil y canónico en la Universidad de Sevilla y con 22 años era doctor en teología, jurisprudencia y cánones.  En 1758 ingresó en la orden monástica de los Jerónimos en el Monasterio de San Isidoro del Campo, en Santiponce, del que fue nombrado prior en dos ocasiones, también fue prior del Colegio de la orden en Ávila en 1777 y visitador General de Castilla. Fue preceptor de leyes del escritor ilustrado Cándido María Trigueros. Falleció en el monasterio de San Isidoro del Campo el 1 de marzo de 1802, y sus restos se trasladaron en 1863 a su actual ubicación en la Universidad de Sevilla.

## Obra
Fernando de Ceballos fue un escritor erudito, con una amplia formación teológica, jurídica e histórica, caracterizado por un estilo vehemente y, en ocasiones, agresivo. Su obra está principalmente dirigida por la idea de refutar el movimiento ilustrado con su propia enciclopedia.

### Obras de política y moral

#### La falsa filosofía

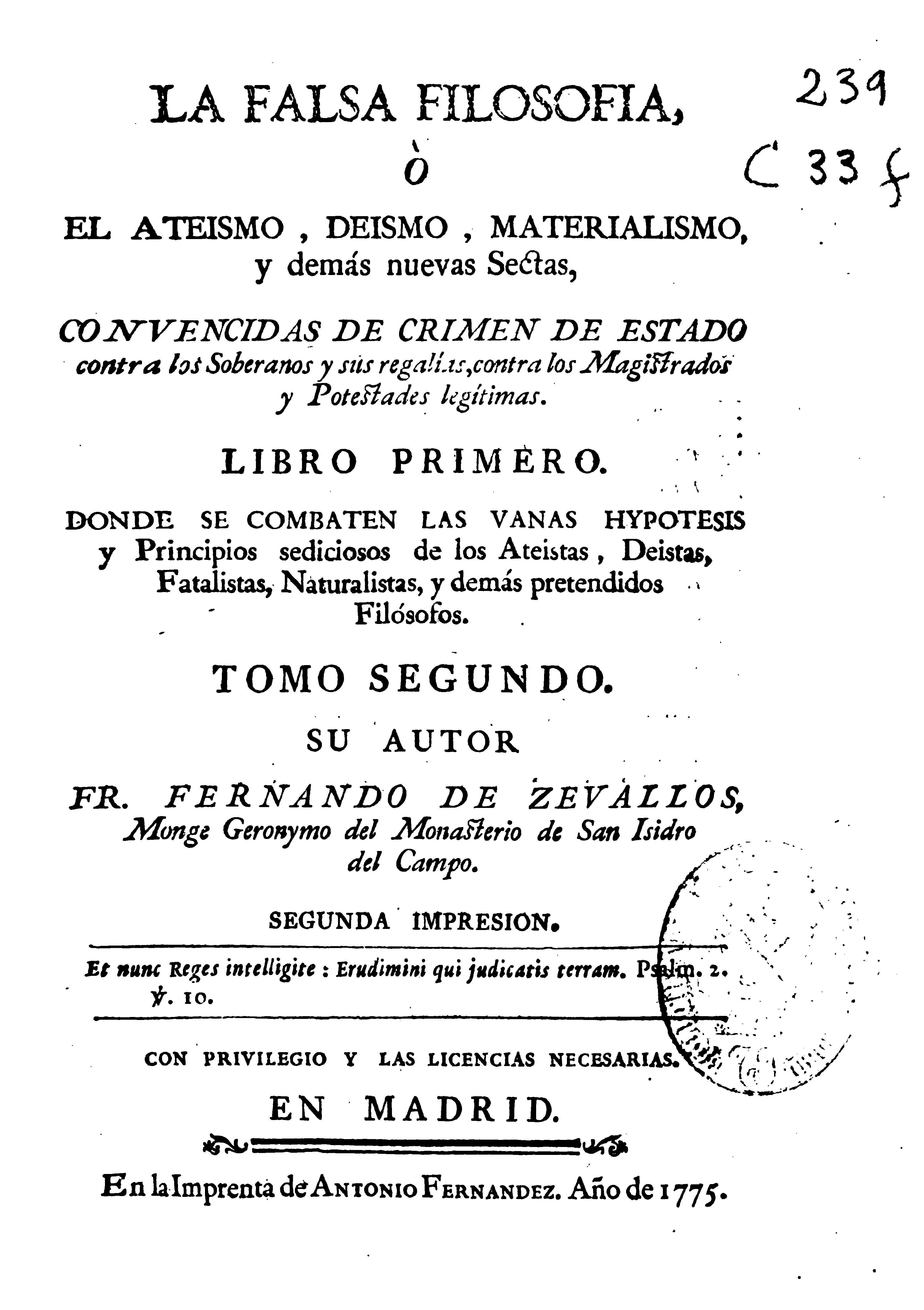
Portada del libro La falsa filosofía, segunda edición de 1775

Su obra principal es el tratado en siete volúmenes La falsa filosofía o el ateísmo, deísmo, materialismo y demás nuevas sectas convencidas del crimen de estado contra los soberanos y sus regalías, un tratado de apologética contra los principios de la Ilustración y de la Revolución Francesa.  Entre los puntos tratados de esta obra se encuentra una defensa teológica y jurídica de la pena de muerte.
Curiosamente esta obra está dedicada al Conde de Campomanes, Ministro de Hacienda y reconocido partidario de las ideas del despotismo ilustrado para denunciar ante él las obras de unos «hombres vagantes, llamados filósofos». Ceballos aspiraba a halagar al Gobierno de  Carlos III con la defensa de las regalías.
Las ideas expresadas por Ceballos sobre el poder civil son tan restrictivas que la publicación de la obra fue prohibida por el Consejo de Castilla en el tomo sexto, cuando al solicitar licencia para la publicación del séptimo se tomó en cuenta la crítica presente en el libro quinto contra la obra de Beccaria Tratado de los delitos y las penas, cuya publicación contaba con la aprobación de Campomanes. Se recomendaba reprender al autor por su enfrentamiento al poder civil. A pesar de las gestiones del autor en 1774 y 1775, la prohibición no se levantó y Godoy le transmitió la voluntad de la Corona de que se cumpla la sentencia dictada. Finalmente, Ceballos imprimió el tomo séptimo en Lisboa en el año 1800, motivo por el que la corona encomendó al regente de la audiencia de Sevilla la investigación de las responsabilidades correspondientes. Este tomo se encuentra inédito en el Archivo Histórico Nacional.
De esta obra se publicó, póstumamente, un epítome titulado Insanias o las demencias de los filósofos confundidos por la sabiduría de la Cruz (Madrid, 1878).

#### Juicio final de Voltaire
El Juicio final de Voltaire: con su historia civil y literaria y el resultado de su filosofía es una obra en dos volúmenes publicada póstumamente en el año 1856. En ella Sócrates, Epicuro, Cicerón, Virgilio y Lucrecio juzgan a Voltaire en los infiernos siguiendo el modelo de Luciano de Samósata en sus Diálogos de los muertos, actuando este último como relator.

#### Análisis del libro titulado: De los delitos y de las penas
Se trata de un ensayo sobre la obra De los delitos y las penas de Cesare Beccaria,  obra clave en la reforma del derecho penal en Europa y que influyó en la inclusión de este libro en el Índice de libros prohibidos por el Santo Oficio Español. Este ensayo se suma a las críticas contra la obra incluidas en el volumen 5 de La falsa filosofía.

### Obras de historia

#### La Itálica
Obra escrita entre 1783 y 1802, no fue publicada hasta 1886. Monografía sobre la historia de la ciudad de Itálica desde el Imperio Romano hasta el momento de composición del texto, completada con detalles biográficos de la vida de San Isidoro, la fundación del monasterio de San Isidoro del Campo, las vidas de varones notables enterrados en su iglesia y de monjes virtuosos del mismo monasterio.

#### La Sidonia bética
La Sidonia bética ó Disertaciones acerca del sitio de la colonia Asido y cátedra episcopal asidoniense, publicado póstumamente en 1864. Estudio histórico en el que Ceballos refuta la identificación de la antigua Asido Cesariana y de su sede episcopal con Jerez de la Frontera para, finalmente, rechazar la pretensión de esta última de albergar la sede episcopal.

### Otras obras

#### Discursos y opúsculos
Durante su estancia en Portugal para publicar el tomo séptimo de la La falsa filosofía publicó un opúsculo titulado “Discurso apologético por la devoción del Corazón de Jesús” que fue prohibido tras su introducción en España. Según testimonio de Justino Matute, esta fue la causa de su fallecimiento el 1 de marzo de 1802. [cita requerida]

#### Obras inéditas
Las siguientes obras quedaron inéditas o tuvieron una distribución limitada: [cita requerida]
- Análisis del Emilio o tratado de la educación, de J. Jacobo Rousseau.
- Noches de la incredulidad.
- Causas de la desigualdad entre los hombres.
- El deísmo extático.
- Ascanio, o discurso de un filósofo vuelto a su corazón.
- Juicio imparcial de Campomanes.